# Sign/Your Love
『Sign/Your Love』（サイン/ユア・ラヴ）は、ジェジュンの日本における初のシングル。2018年6月27日にJB'sから発売された。

## 概要
ジェジュンの日本での初のシングル。2018年5月2日にNHKラジオ第1で放送された生放送特別番組『ジェジュンに恋して』で、本作の発売が発表された。
「初回生産限定盤A」「初回生産限定盤B」「通常盤」「FC限定盤」の4形態で発売（詳細は後述を参照）。7月22日には本作の発売を記念したハイタッチ会が開催された。
本作の発売直前である6月15日に放送された『ミュージックステーション』（テレビ朝日）に約8年ぶりに出演し、「Sign」を披露した。
2018年7月9日付のオリコン週間シングルランキングで8万4826枚を売り上げて2位を記録した。

## 発売形態
初回生産限定盤A、初回生産限定盤B、通常盤、FC限定盤の4種類が発売されている。
初回生産限定盤A
- 規格品番：JJKD-1
- DVDに「Sign」のミュージック・ビデオを収録。
- トレーディングカード1枚(全3種から1種をランダム、そのうち1種はハイタッチ会参加券付)封入

初回生産限定盤B
- 規格品番：JJKD-3
- DVDに「Your Love」のミュージック・ビデオに収録。
- トレーディングカード1枚(全3種から1種をランダム、そのうち1種はハイタッチ会参加券付)封入

通常盤
- 規格品番：JJKD-5
- 特典なし

FC限定盤
- 規格品番：JJKD-6
- DVDトールケースサイズ仕様
- 16ページで構成されるブックレットが付属。

## 収録内容
| #         | タイトル                     | 作詞      | 作曲      | 編曲      | 時間  |
| --------- | ---------------------------- | --------- | --------- | --------- | ----- |
| 1.        | 「Sign」                     | 矢作綾加  | YUMA      | YUMA      | 4:11  |
| 2.        | 「Your Love」                | 池田夢見  | 北浦正尚  | 北浦正尚  | 3:08  |
| 3.        | 「Sign (instrumental)」      |           |           |           | 4:11  |
| 4.        | 「Your Love (instrumental)」 |           |           |           | 3:05  |
| 合計時間: | 合計時間:                    | 合計時間: | 合計時間: | 合計時間: | 14:35 |

| #  | タイトル                           | 作詞 | 作曲・編曲 |
| -- | ---------------------------------- | ---- | ---------- |
| 1. | 「Sign (Music Video)」             |      |            |
| 2. | 「Making of 「Sign」 Music Video」 |      |            |

| #  | タイトル                                | 作詞 | 作曲・編曲 |
| -- | --------------------------------------- | ---- | ---------- |
| 1. | 「Your Love (Music Video)」             |      |            |
| 2. | 「Making of 「Your Love」 Music Video」 |      |            |

## 曲の解説
1. Sign
ロック・バラードで、「最愛の人の面影を追い求めながら彷徨う様子」を描いた楽曲[6]。
2. Your Love